# Вандевейер, Андре
Андре́ Вандевейер (нидерл. André Vandewyer; 21 июня 1909 года, Тирлемон — 22 октября 1992 года, там же) — бельгийский футболист, вратарь, участник двух чемпионатов мира 1934 и 1938 годов в составе сборной Бельгии.

## Клубная карьера
Вандевейер — воспитанник бельгийского клуба Тирлемон из одноимённого города. С момента дебюта за первую команду и до 1930 года выступал в третьем дивизионе. В 1931 году после выхода команды во второй дивизион перешёл в «Юнион» став игроком основного состава и три раза становился чемпионом Бельгии.
В 1943 году стал игроком Аннютуаса, а затем — Васмеса выступавших в низших лигах.

## Карьера в сборной
С 1933 по 1934 год провёл 5 матчей за сборную. 27 мая 1934 года в матче против Германии дебютировал на чемпионате мира 1934 года. Был также в заявке на чемпионат мира 1938 года во Франции, но не играл на турнире.
| Матчи и голы Андре Вандевейера за сборную Бельгии | Матчи и голы Андре Вандевейера за сборную Бельгии | Матчи и голы Андре Вандевейера за сборную Бельгии | Матчи и голы Андре Вандевейера за сборную Бельгии | Матчи и голы Андре Вандевейера за сборную Бельгии | Матчи и голы Андре Вандевейера за сборную Бельгии | Матчи и голы Андре Вандевейера за сборную Бельгии |
| ------------------------------------------------- | ------------------------------------------------- | ------------------------------------------------- | ------------------------------------------------- | ------------------------------------------------- | ------------------------------------------------- | ------------------------------------------------- |
| №                                                 | Дата                                              | Место проведения                                  | Соперник                                          | Счёт                                              | Голы                                              | Турнир                                            |
| 1                                                 | 26 ноября 1933                                    | Брюссель, Бельгия                                 | Дания                                             | 2:2                                               | —                                                 | Товарищеский матч                                 |
| 2                                                 | 25 февраля 1934                                   | Дублин, Ирландия                                  | Ирландия                                          | 4:4                                               | —                                                 | отбор на ЧМ—1938                                  |
| 3                                                 | 11 марта 1934                                     | Амстердам, Нидерланды                             | Нидерланды                                        | 9:3                                               | —                                                 | Товарищеский матч                                 |
| 4                                                 | 29 апреля 1934                                    | Антверпен, Бельгия                                | Нидерланды                                        | 2:4                                               | —                                                 | отбор на ЧМ—1938                                  |
| 5                                                 | 27 мая 1934                                       | Флоренция, Италия                                 | Германия                                          | 5:2                                               | —                                                 | Чемпионат мира по футболу 1934                    |

Итого: 5 матчей / 0 голов; 0 побед, 2 ничьих, 3 поражений.

## Тренерская карьера
В 1947 году возглавил «Юнион» и вылетел с командой во второй дивизион, позже вернувшись в первую лигу. После увольнения Дуга Ливингстона возглавил национальную сборную Бельгии.